# NGC 1933
NGC 1933 је двојна звезда у сазвежђу Златна риба које се налази на NGC листи објеката дубоког неба.
Деклинација објекта је - 66° 9' 8" а ректасцензија 5h 22m 27,3s. Привидна величина (магнитуда) објекта NGC 1933 износи 10,1. NGC 1933 је још познат и под ознакама ESO 85-SC77.